# Langosta (insecto)

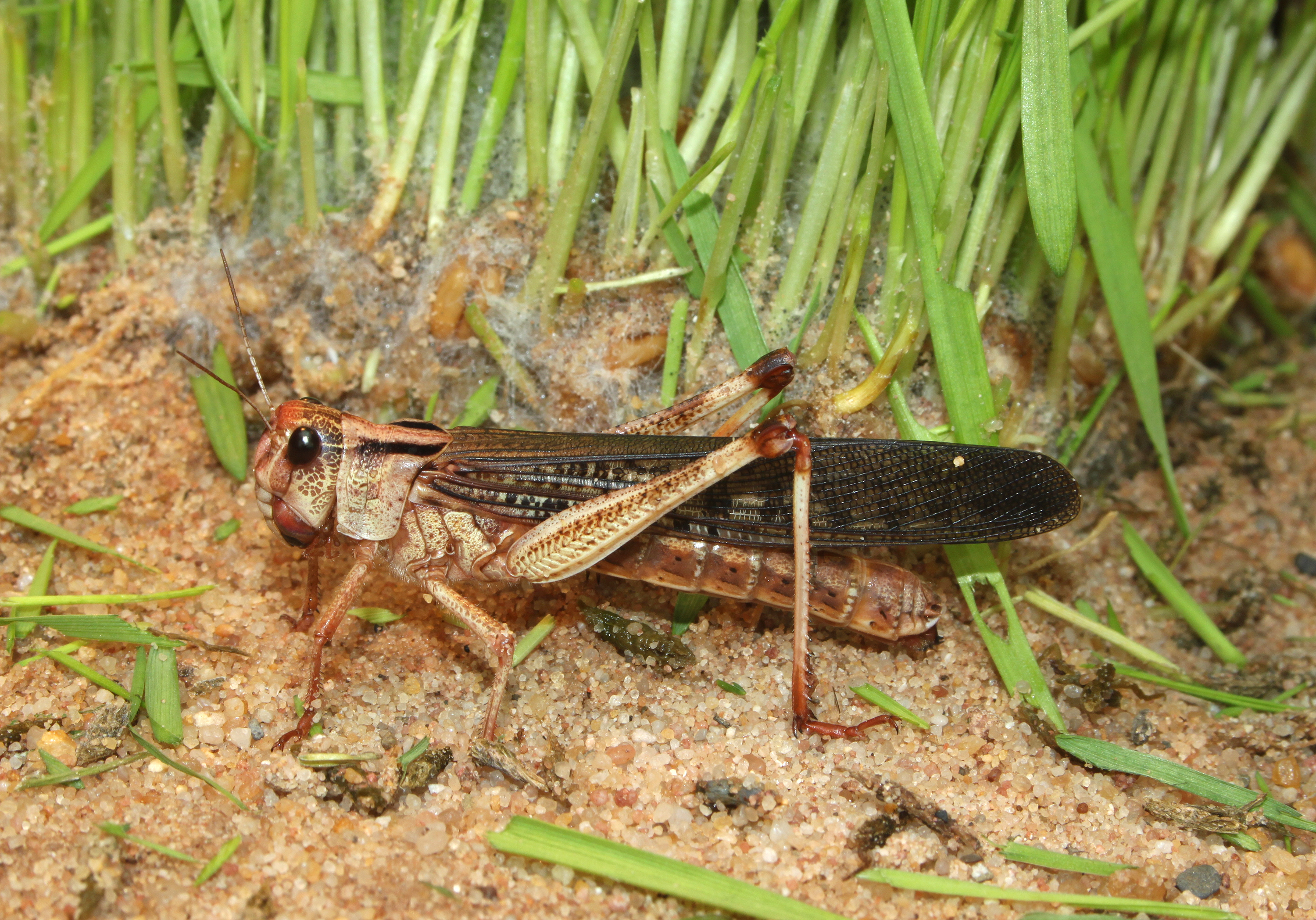
Las langostas son saltamontes, como la langosta migratoria (Locusta migratoria)

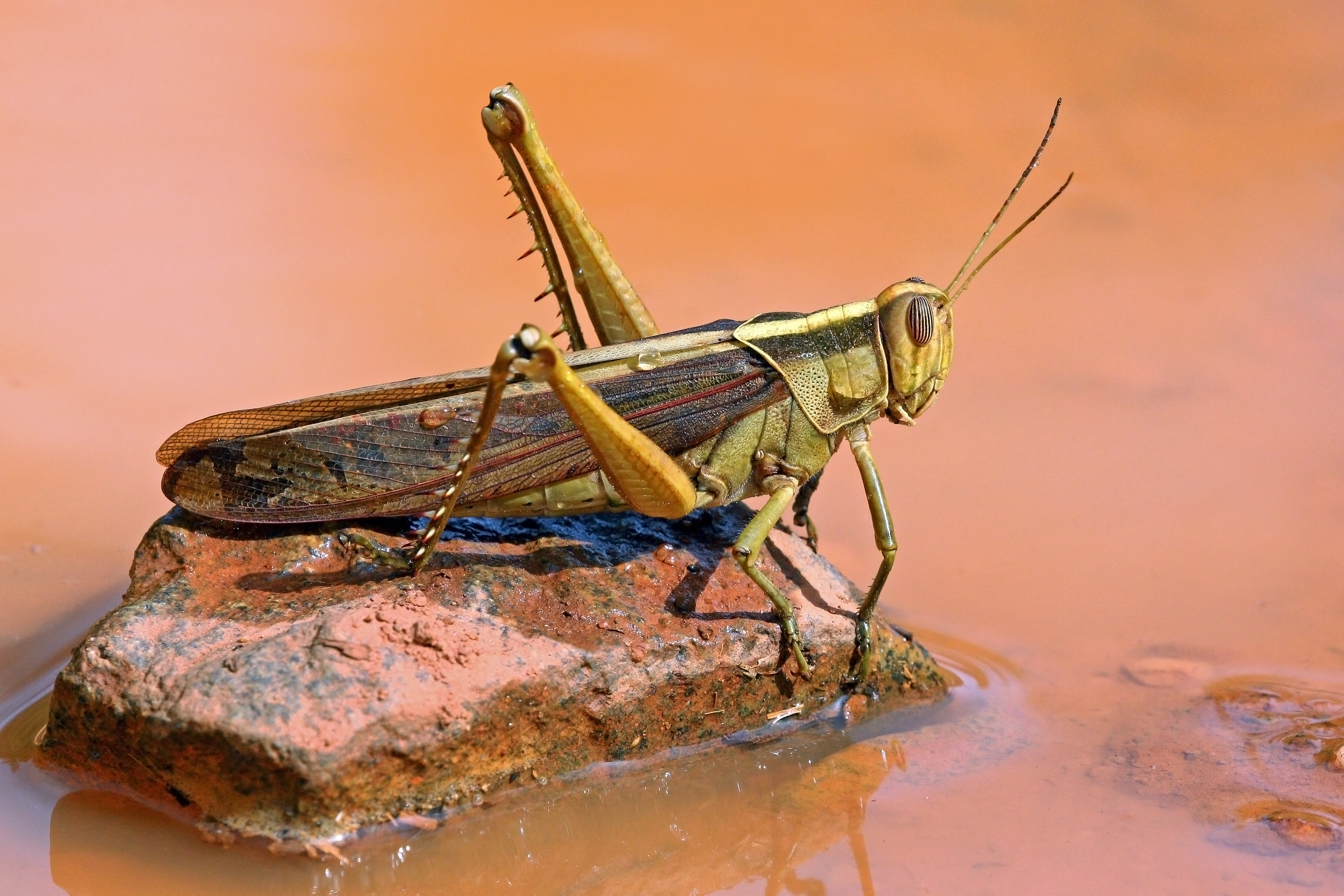
Langosta de jardín (Acanthacris ruficornis)

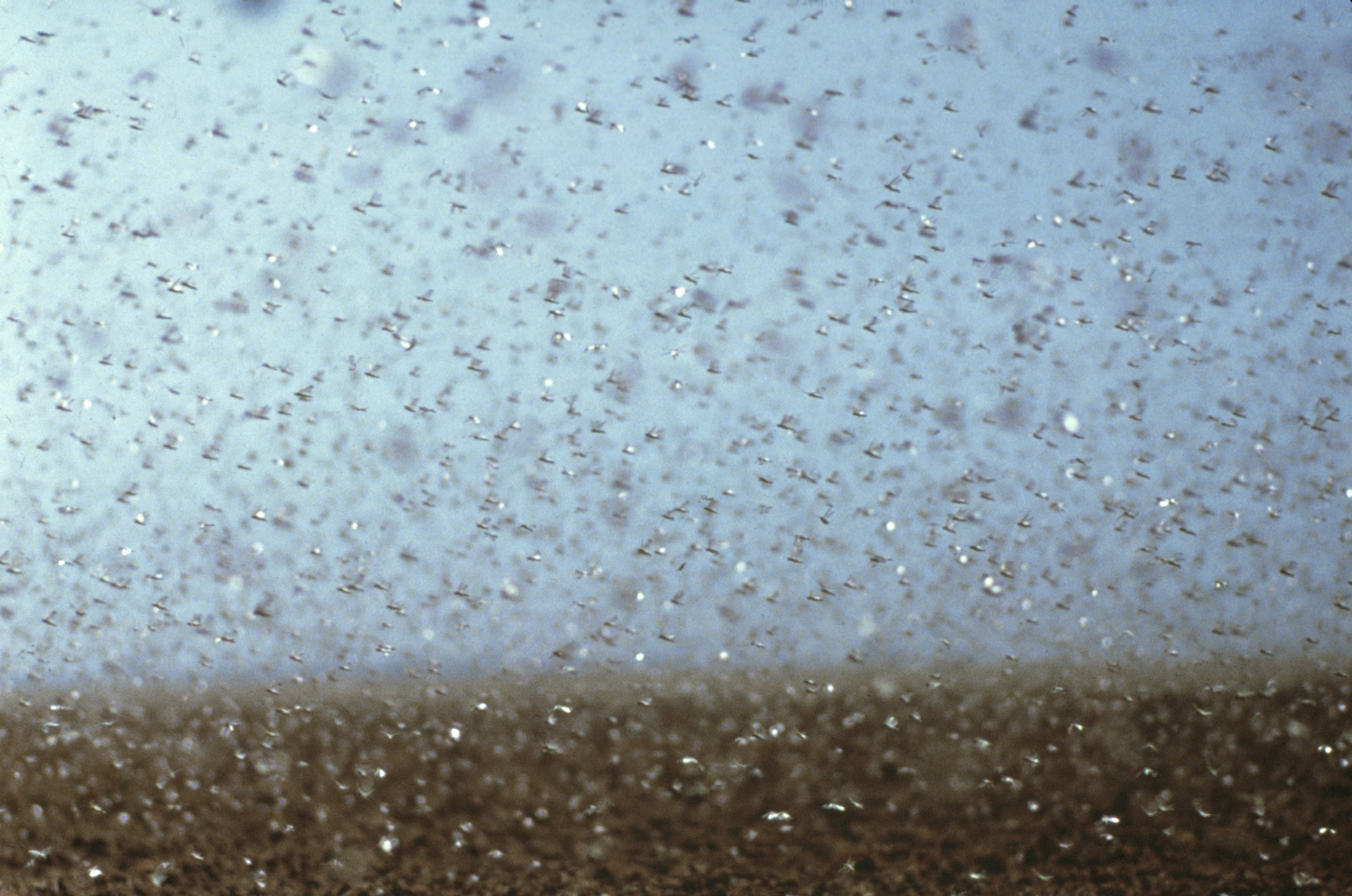
Millones de langostas australianas en movimiento

Una langosta es una fase de ciertas especies de saltamontes o chapulines, la mayoría pertenecientes a la familia Acrididae, en la cual se observan cambios morfológicos y conductuales. Estos insectos suelen ser solitarios, pero en ciertas circunstancias se vuelven más numerosos y cambian su comportamiento y hábitos, volviéndose gregarios. No se hace distinción taxonómica entre las especies de langostas y saltamontes; la base para la definición es si una especie forma enjambres bajo las condiciones adecuadas. Los saltamontes normalmente son inocuos, su número es bajo y no representan una gran amenaza económica para la agricultura. Sin embargo, en determinadas condiciones de sequía, seguida de un rápido crecimiento de la vegetación, la serotonina en sus cerebros desencadena un conjunto dramático de cambios: comienzan a reproducirse abundantemente, volviéndose gregarios y nómadas (descritos libremente como migratorios) cuando sus poblaciones se vuelven lo suficientemente densas. Forman bandas de ninfas sin alas que luego se convierten en enjambres de adultos alados. Tanto las bandas como los enjambres se mueven rápidamente por los campos y causan graves daños a los cultivos. Los adultos son voladores poderosos; pueden viajar grandes distancias, consumiendo la mayor parte de la vegetación verde donde sea que se asiente el enjambre.
Las langostas han formado plagas desde la prehistoria. Los antiguos egipcios las tallaron en sus tumbas y se mencionan en La Ilíada, la Biblia y el Corán. Los enjambres han devastado los cultivos y han sido una causa contribuyente de hambrunas y migraciones humanas. Más recientemente, los cambios en las prácticas agrícolas y una mejor vigilancia de los lugares donde tienden a originarse los enjambres han significado que las medidas de control se pueden utilizar en una etapa temprana. Los medios tradicionales de control se basan en el uso de insecticidas del suelo o del aire, pero otros métodos que utilizan el control biológico están demostrando ser efectivos.
El comportamiento de enjambre disminuyó en el siglo XX, pero a pesar de los métodos modernos de vigilancia y control, el potencial de formación de enjambres todavía está presente, y cuando ocurren condiciones climáticas adecuadas y se reduce la vigilancia, aún pueden ocurrir plagas. Las langostas son insectos grandes y convenientes para su uso en la investigación y el estudio de la zoología en el aula. También son insectos comestibles; se han comido a lo largo de la historia y se consideran un manjar en muchos países. La palabra «langosta» deriva del latín vulgar locusta, que significa saltamontes.

## Saltamontes enjambrados

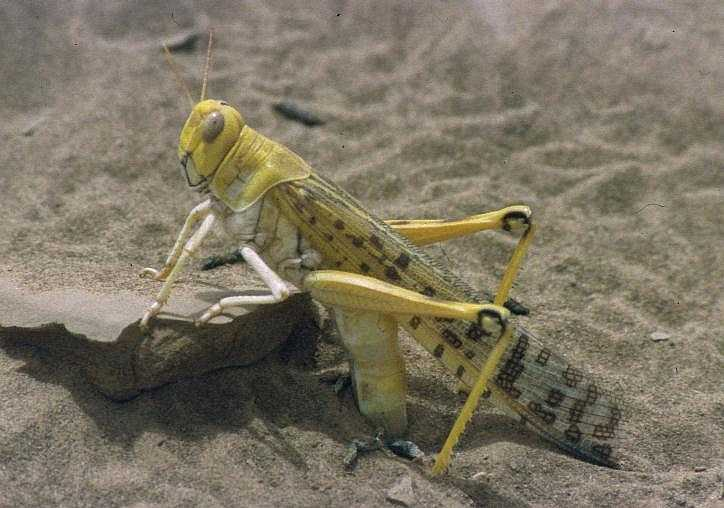
Una langosta del desierto ovipositando en arena

Las langostas son la fase de enjambre de ciertas especies de saltamontes, particularmente de los pertenecientes a la subfamilia Cyrtacanthacridinae de la familia Acrididae. Estos insectos suelen ser solitarios, pero en ciertas circunstancias se vuelven más abundantes y cambian su comportamiento y hábitos, volviéndose gregarios.

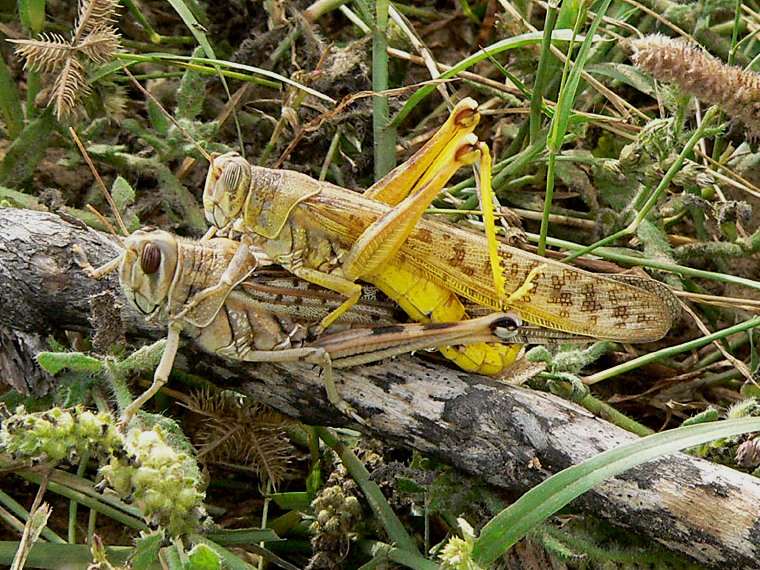
Langostas del desierto en cópula

No se hace distinción taxonómica entre las especies de langostas y saltamontes; la base para la definición es si una especie forma enjambres bajo las condiciones adecuadas. En inglés, el término «langosta» se usa para las especies de saltamontes que cambian morfológica y conductualmente con el hacinamiento, formando enjambres que se desarrollan a partir de bandas de etapas inmaduras llamadas saltamontes.
Estos cambios son ejemplos de polimorfismo de fase; fueron analizados y descritos por primera vez por Boris Uvarov, quien fue fundamental en la creación del Centro de Investigaciones Anti-Langostas. Hizo sus descubrimientos durante sus estudios sobre la langosta migratoria en el Cáucaso, cuyas fases solitarias y gregarias habían sido previamente consideradas especies separadas (Locusta migratoria y L. danica L.). Uvarov designó las dos fases como solitaria y gregaria. Esto también se conoce como cambios estacionarios y migratorios aunque, estrictamente hablando, sus enjambres son nómadas en lugar de migratorios. Charles Valentine Riley y Norman Criddle también participaron en el logro de la comprensión y el control de las langostas.
El comportamiento de enjambre es una respuesta al hacinamiento. El aumento de la estimulación táctil de las patas traseras provoca un aumento en los niveles de serotonina. Esto hace que la langosta cambie de color, coma mucho más y se reproduzca mucho más fácilmente. La transformación de la langosta a la forma de enjambre es inducida por varios contactos por minuto durante un período de cuatro horas. Un gran enjambre puede consistir en miles de millones de langostas repartidas en un área de miles de kilómetros cuadrados, con una población de hasta 80 millones de individuos por kilómetro cuadrado. Cuando las langostas del desierto se encuentran, sus sistemas nerviosos liberan serotonina, lo que hace que se atraigan mutuamente, un requisito previo para el enjambre.
Las bandas iniciales de los saltamontes gregarios se conocen como «brotes», y cuando se unen en grupos más grandes, el evento se conoce como un «surgimiento». Las continuas aglomeraciones de aumentos a nivel regional que se originan en varios lugares de reproducción completamente separados se conocen como «plagas». Durante los brotes y las primeras etapas de los brotes, solo una parte de la población de langostas se vuelve gregaria, con bandas dispersas de saltamontes repartidas en un área grande. A medida que pasa el tiempo, los insectos se vuelven más cohesivos y las bandas se concentran en un área más pequeña. En la plaga de langostas del desierto en África, Oriente Medio y Asia que duró de 1966 a 1969, el número de langostas aumentó de dos a 30 mil millones durante dos generaciones, pero el área cubierta disminuyó de más de 100 000 kilómetros cuadrados a solo 5000 kilómetros cuadrados.

### Fases solitarias y gregarias

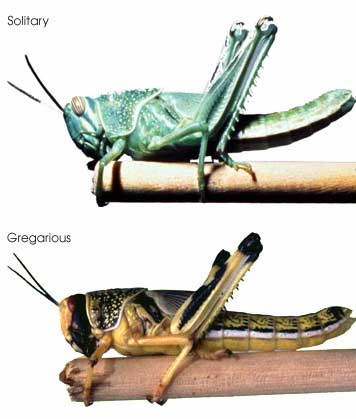
Fases solitaria (saltamontes) y gregaria (enjambre) de la langosta del desierto

Una de las mayores diferencias entre las fases solitarias y gregarias es el comportamiento. Las ninfas gregarias se atraen entre sí, lo que se ve ya en el segundo estadio. Pronto forman bandas de miles de individuos. Estos grupos se comportan como unidades cohesivas y se mueven a través del paisaje, principalmente cuesta abajo, pero se abren camino alrededor de las barreras y se fusionan con otras bandas. La atracción entre los insectos parece ser en gran medida visual, pero también implica señales olfativas, y el enjambre parece  moverse usando el sol. Se detienen para alimentarse a intervalos antes de reanudar su marcha y pueden cubrir decenas de kilómetros en unas pocas semanas.
Además, se observan diferencias en la morfología y el desarrollo. En la langosta del desierto y la langosta migratoria, por ejemplo, las ninfas gregarias se vuelven más oscuras con marcas amarillas y negras muy contrastantes, crecen más y tienen períodos de desarrollo más largos. Los adultos son más grandes con diferentes proporciones corporales, menos dimorfismo sexual y mayores tasas metabólicas. Maduran más rápidamente y comienzan a reproducirse antes, pero tienen niveles más bajos de fecundidad.
La atracción mutua entre los insectos individuales continúa hasta la edad adulta, y continúan actuando como un grupo cohesionado. Los individuos que se desprenden de un enjambre vuelven a la masa. Otros que quedan atrás después de alimentarse, despegan para unirse al enjambre cuando pasa por encima. Cuando los individuos en la parte delantera del enjambre se acomodan para alimentarse, otros vuelan por encima y se acomodan a su vez, todo el enjambre actúa como una unidad rodante con un borde de ataque siempre cambiante. Las langostas pasan mucho tiempo en el suelo alimentándose y descansando, avanzando cuando la vegetación está agotada. Luego pueden volar una distancia considerable antes de establecerse en un lugar donde la lluvia transitoria ha provocado una descarga verde de nuevo crecimiento.

## Distribución y diversidad

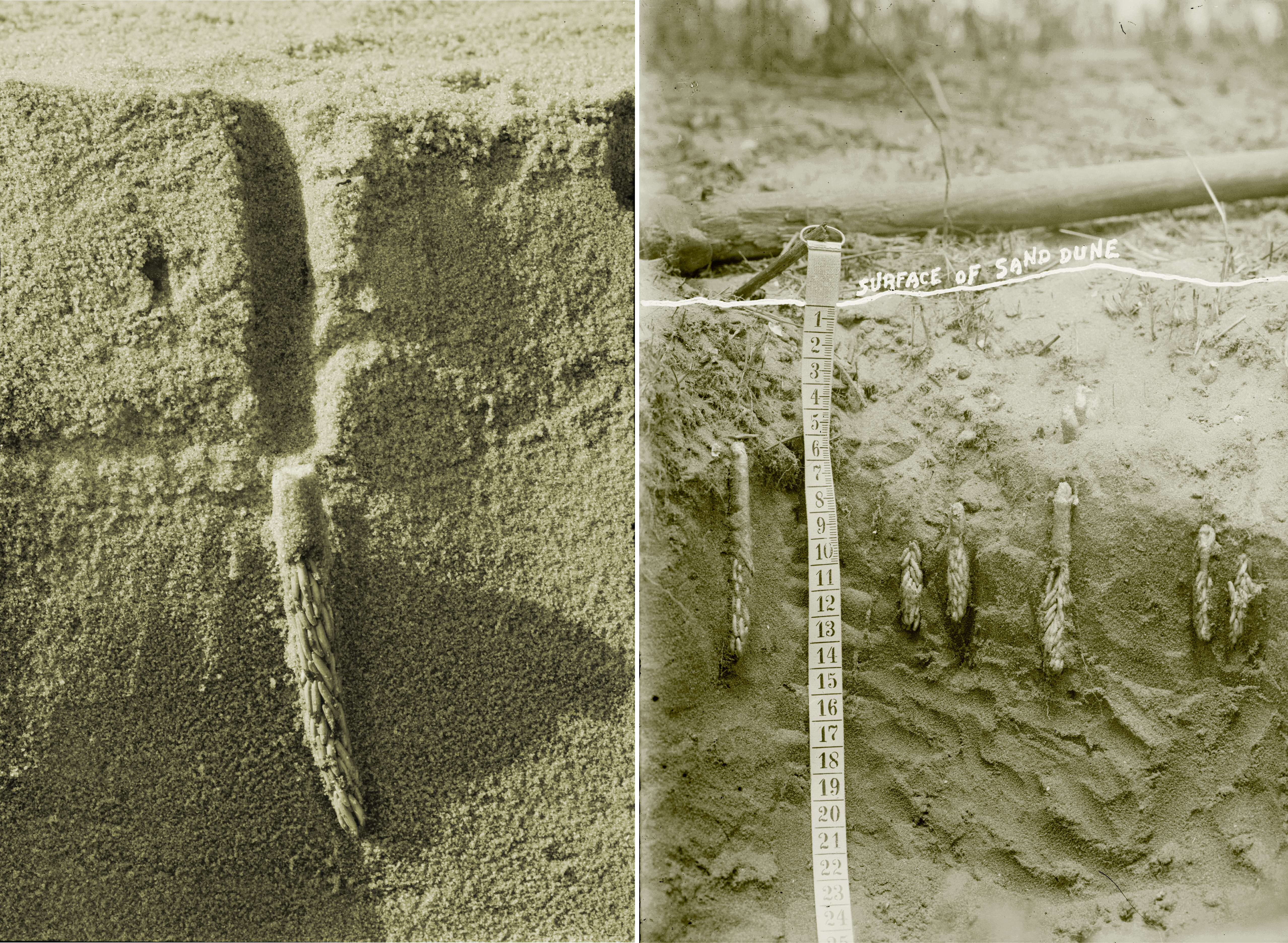
Paquetes de huevos de langosta, depositados en lo profundo de la arena. Probablemente de la langosta del desierto (Schistocerca gregaria). Fotografiado después de quitar una capa de arena. Palestina, durante la plaga de 1930.

Varias especies de saltamontes pululan como langostas en diferentes partes del mundo, en todos los continentes, excepto la Antártida y América del Norte: por ejemplo, la langosta de la peste australiana (Chortoicetes terminifera) se distribuye en Australia.
La langosta del desierto (Schistocerca gregaria) es probablemente la especie más conocida debido a su amplia distribución (África del Norte, Medio Oriente y subcontinente indio) y su capacidad de migrar a largas distancias. Una gran infestación cubrió gran parte de África occidental entre los años 2003 y 2004, luego de que lluvias inusualmente fuertes establecieron condiciones ecológicas favorables para el enjambre. Los primeros brotes ocurrieron en Mauritania, Malí, Níger y Sudán en 2003. La lluvia permitió que se formaran enjambres y se movieran hacia el norte a Marruecos y Argelia, amenazando las tierras de cultivo. Los enjambres cruzaron África, apareciendo en Egipto, Jordania e Israel, la primera vez en esos países en cincuenta años. El costo de manejo de la infestación se fijó en 122 millones de dólares y el daño a los cultivos en hasta 2,5 mil millones de dólares.
La langosta migratoria (Locusta migratoria), a veces clasificada en hasta 10 subespecies, se ha enjambrado en África, Asia, Australia y Nueva Zelanda, pero se ha vuelto rara en Europa. Durante la plaga de langosta en Madagascar de 2013 la subespecie malgache de la langosta migratoria (Locusta migratoria capito) formó muchos enjambres de más de mil millones de insectos, cubriendo aproximadamente la mitad del país. Especies como el saltamontes senegalés (Oedaleus senegalensis) y el saltamontes africano del arroz (Hieroglyphus daganensis), ambos del Sahel, a menudo muestran un comportamiento similar a la langosta y cambian morfológicamente en el hacinamiento.
América del Norte es actualmente el único continente además de la Antártida sin una especie de langosta nativa. La langosta de las Montañas Rocosas fue anteriormente una de las plagas de insectos más importantes allí, pero se extinguió en 1902. En la década de 1930, durante el Dust Bowl, una segunda especie de langosta de América del Norte, la Dissosteira longipennis, alcanzó proporciones de plaga en el medio oeste estadounidense; hoy en día, esta es una especie de langosta rara, que no se ha enjambrado desde entonces.

## Interacción con humanos

### Tiempos antiguos

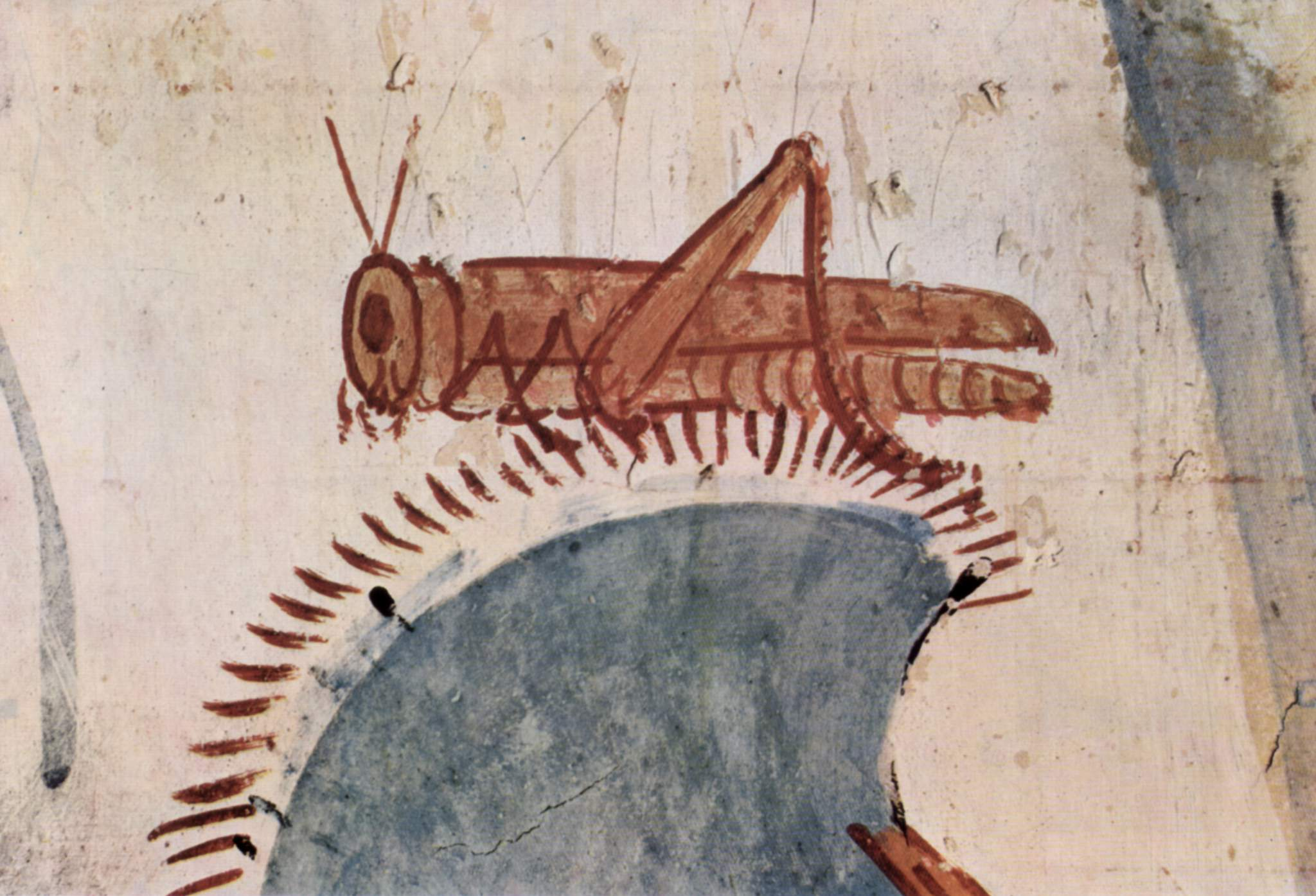
Detalle de langosta en un mural de caza en la cámara de la tumba de Horemhab, Antiguo Egipto, aproximadamente 1422–1411 a. C.

El estudio de la literatura muestra cuán generalizadas fueron las plagas de langostas a lo largo de la historia. Los insectos llegaban inesperadamente, a menudo después de un cambio en la dirección del viento o el clima, y las consecuencias eran devastadoras. Los antiguos egipcios tallaron langostas en las tumbas durante el período de 2470 a 2220 a. C., y una plaga devastadora se menciona en el Libro del Éxodo en la Biblia, la cual tuvo lugar en Egipto alrededor de 1446 a. C. La Ilíada menciona langostas que vuelan para escapar del fuego. Las plagas de langostas también se mencionan en el Corán. En el siglo IX a. C., las autoridades chinas nombraron oficiales «antilangostas».
Aristóteles estudió las langostas y sus hábitos de reproducción, y Livio registró una plaga devastadora en Capua en 203 a. C. Mencionó epidemias humanas después de plagas de langostas que asoció con el hedor de los cadáveres putrefactos; la vinculación de brotes de enfermedades humanas con plagas de langostas fue generalizada. Una peste en las provincias del noroeste de China en el 311 d. C. que mató al 98% de la población local se atribuyó a las langostas, y de hecho pudo haber sido causada por un aumento en el número de las ratas (y sus pulgas), que devoraron los cadáveres de las langostas.

### Tiempos modernos

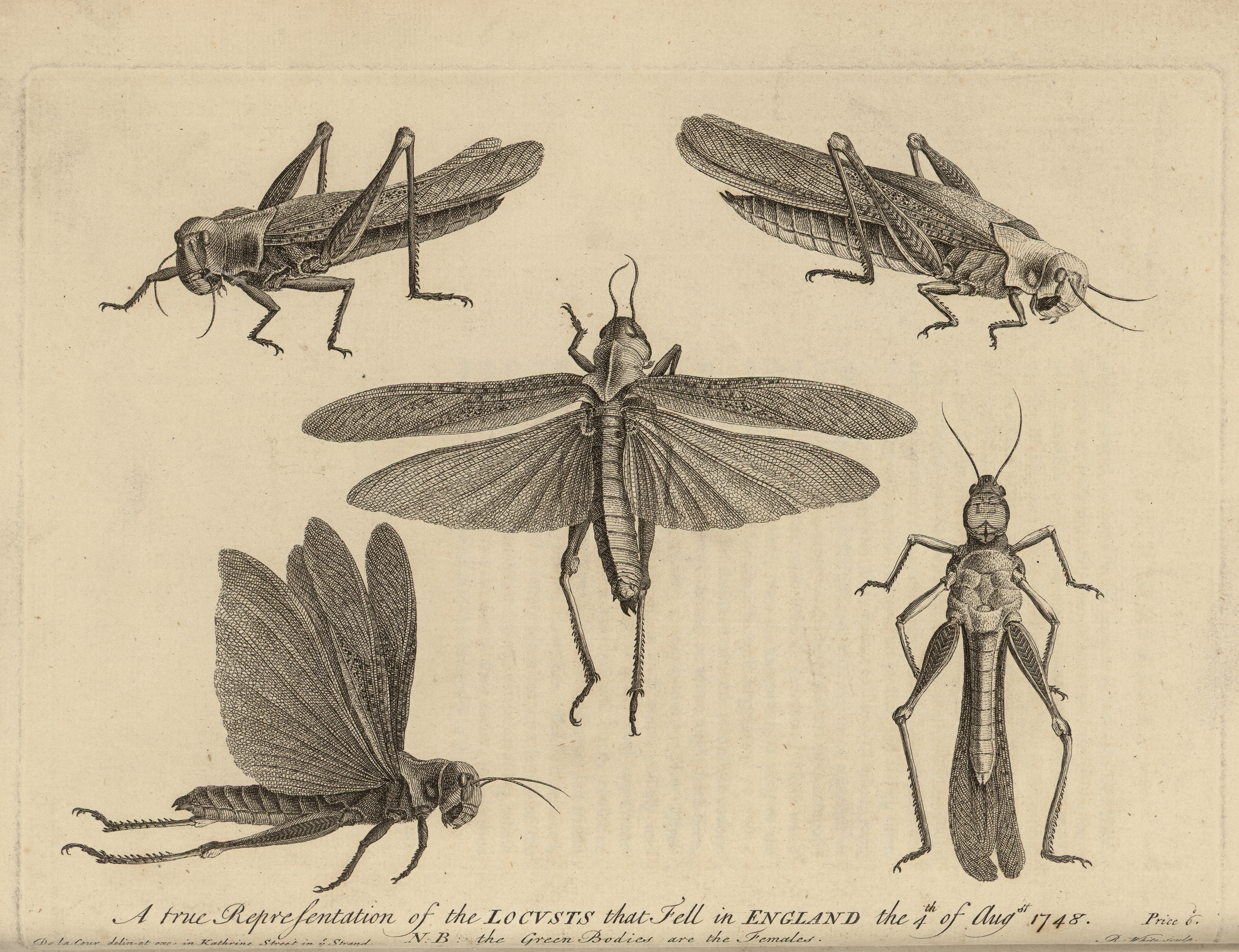
Langostas que invadieron Inglaterra en 1748: Dibujo de William Delacour; grabado por R. White, en el A Tour in Wales de Thomas Pennant, 1781

Durante los últimos dos milenios las plagas de langostas continuaron apareciendo a intervalos irregulares, con los principales brotes registrados  en el desierto y las langostas migratorias que ocurrieron en África, Oriente Medio y Europa. Otras especies de langostas causaron estragos en América del Norte y del Sur, Asia y Australasia; se han registrado 173 brotes en un período de 1924 años en China. La langosta de Bombay (Nomadacris succincta) fue una plaga importante en la India y el sudeste asiático en los siglos XVIII y XIX, pero rara vez se ha enjambrado desde la última plaga en 1908.
En la primavera de 1747 las langostas llegaron a las afueras de Damasco comiendo la mayoría de los cultivos y la vegetación del campo circundante. Un barbero local, Ahmad al-Budayri, recordó que las langostas «llegaron como una nube negra. Cubrieron todo: los árboles y los cultivos. ¡Que Dios Todopoderoso nos salve!»
La extinción de la langosta de las Montañas Rocosas (Melanoplus spretus) ha sido una fuente de perplejidad. Había invadido todo el oeste de los Estados Unidos y partes de Canadá en el siglo XIX. Se estimó que el enjambre Albert de 1875 cubría 510 000 km² (mayor que el área de California) y pesaba 27,5 millones de toneladas, con unos 12,5 billones de insectos. El último espécimen vivo fue avistado en Canadá en 1902. Investigaciones recientes sugieren que los criaderos de este insecto en los valles de las Montañas Rocosas se vieron sometidos a un desarrollo agrícola sostenido durante la gran afluencia de mineros de oro, que destruyó los depósitos subterráneos de huevos de esta langosta.

## Las langostas como alimento
En algunos lugares las langostas se consumen como alimento. En estos casos, el uso de pesticidas contra las plagas puede convertirse en una segunda catástrofe, pues las convierte en no comestibles. Según Ignacio Ramonet:

Por paradójico que parezca, los años de plaga son, para muchos labriegos pobres, períodos de festín. Yo recuerdo, de niño en Marruecos, aquellos veranos de langosta en Larache o Mequínez como épocas de divertida fiesta callejera. Por todas partes se improvisaban puestecillos ambulantes donde se asaban esos saltamontes gigantes que se vendían en cucuruchos de papel. Y se comían bien salados como deliciosas patatas fritas.

El uso alimentario de la langosta era conocido también en Al-Ándalus. Un recetario del siglo XIII, compuesto por el murciano Ibn Razin, incluye un modo de cocinar esas mismas langostas gigantes a las que se refiere Ramonet:

Se cogen langostas grandes, de las que se dan algunos años, y se cuecen al fuego con agua, en dos hervores. Después se les quitan las alas y las patas y se fríen en una sartén hasta que se les seca la humedad. Se les pone almorí, canela y pimienta y se consumen.

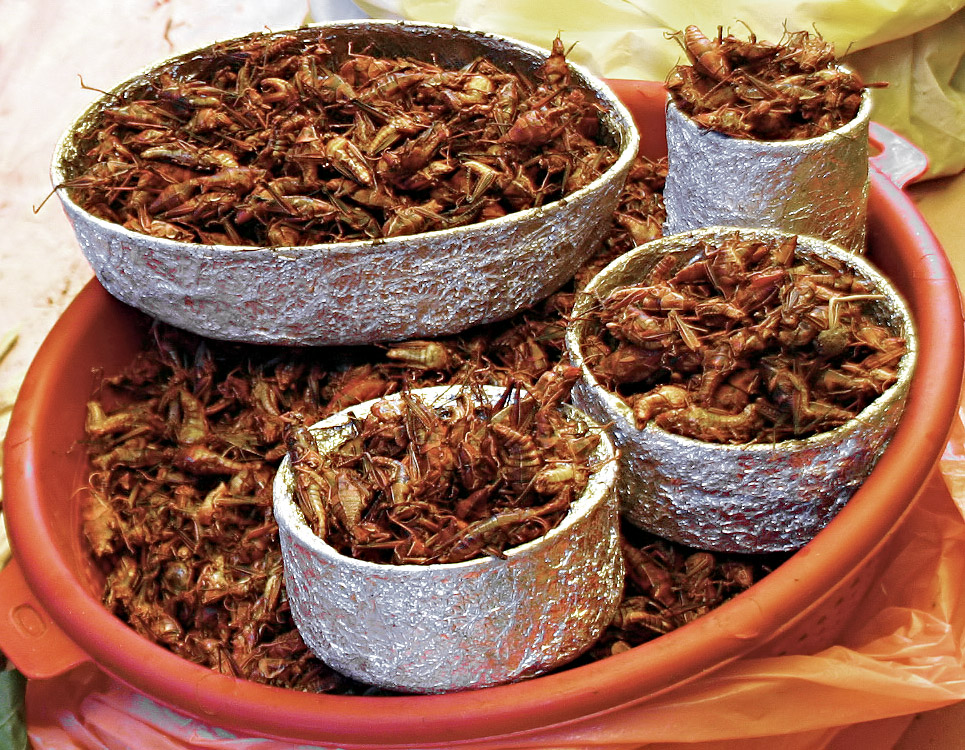
Chapulines del mercado Tepoztlán, México.

En México y en otros países se consumen muchos insectos ortópteros, en particular de la familia Acrididae, a los cuales denominan chapulines. Entre los chapulines comestibles se encuentran los géneros Sphenarium, Schistocerca, Taeniopoda, Trimerotropis, Spharagemon, Plectotetra y Melanoplus, entre otros.
Al igual que otros platillos con insectos, como los jumiles, los escamoles y los gusanos de maguey, son de los platos más exóticos de la comida mexicana.
En algunos mercados, como es el caso del mercado de Oaxaca, se venden chapulines deshidratados, por peso, dependiendo de tamaño, sean estos chicos, medianos o grandes.
Hacen una buena botana, y pueden ser empapados con limón, enchilados, e incluso enchocolatados. Los chapulines se preparan desde la época prehispánica hirviéndolos unos minutos en agua y tostándolos luego en un comal.